# Juan Ostoic
Juan Benito Ostoic Ostoic (Huara, 2 marzo 1931 – 25 giugno 2020) è stato un cestista e allenatore di pallacanestro cileno.

## Carriera
Figlio di una famiglia originaria della Dalmazia trasferitasi in Cile nel 1905, ha esordito nel campionato cileno a 16 anni con il Club Chung Hwa, squadra cilena fondata nel 1932 dalla comunità cinese.
Con il Cile ha vinto il bronzo ai Mondiali; nell'edizione successiva ha concluso al 10º posto. Ha disputato le Olimpiadi del 1952 e del 1956.